# Karl Ferdinand Braun
Karl Ferdinand Braun (født 6. juni 1850 i Fulda, død 20. april 1918 i Brooklyn, New York) var en tysk fysiker.
Han blev tildelt Nobelprisen i fysik sammen med Guglielmo Marconi i 1909 for sine bidrag til at udvikle den trådløse telegraf.